# Страус, Антон Эмильевич
Анто́н Эмильевич Стра́ус (1858, предположительно в г. Каменка, Черкасской области — ?) — горный инженер, изобретатель, сподвижник и партнер архитектора Владислава Городецкого, предприниматель, командор киевского яхт-клуба.

## Происхождение и семья
Антон Эмильевич Страус (Strauss Anton, Штраус Антон) — потомственный дворянин, действительный статский советник.
Отец Эмиль Страус (Strauss Emil Christian Ditrich), сын доктора медицины Германа Страуса (Strauss Herman Karl) и Софи фон Баденхаузен (von Badenhausen Sofie), родился в 1829 году в Витценхаузене (земля Гессен, Германия). Окончил Гёттингенский университет по специальности «доктор медицины и хирургии». Как военный врач принимал участие в Крымской и Кавказской войнах на стороне Российской Империи, награждён орденом Анны 3-й степени.
Мать Фанни Визель (Wiesel Fanny Elizabeth), дочь врача при департаменте Государственных Имуществ Полтавской губернии Бернарда Визеля (Wiesel Bernhard Lorenz) и Розали Майер (Maier Rosalie Caroline).
Родной брат Оскар Эмильевич Страус (Strauss Oscar, 1856 — ?) — физик, математик, электротехник, предприниматель; один из основателей общества «Савицкий и Страус», заключившего первый контракт на электрификацию Киева; автор брошюры «Памяти А. С. Попова» о первом российском радиотехнике, изобретателе в области радиосвязи. О. Э. Страус также являлся акционером кабельного и порохового заводов, табачной фабрики в Киеве, лесопилки в Чернигове .
Двоюродный брат Эмиль Оскарович Визель (Wiesel Emil, Anton, Joseph) (1866—1943) — художник, хранитель музея и действительный член Императорской Академии художеств, организатор международных художественных выставок, член совета Эрмитажа и Русского музея, кавалер Ордена Почётного легиона, эксперт по русской и западной живописи и скульптуре в комиссии при музейном отделе Главнауки.
Двоюродный брат Оскар Оскарович Визель (Wiesel Oscar), родился в России в 1864 году. Получив юридическое образование, служил в Германии, на Шпицбергене и в Швейцарии консулом России, позднее в качестве генерального консула в Италии (г. Неаполь) в чине действительного статского советника.

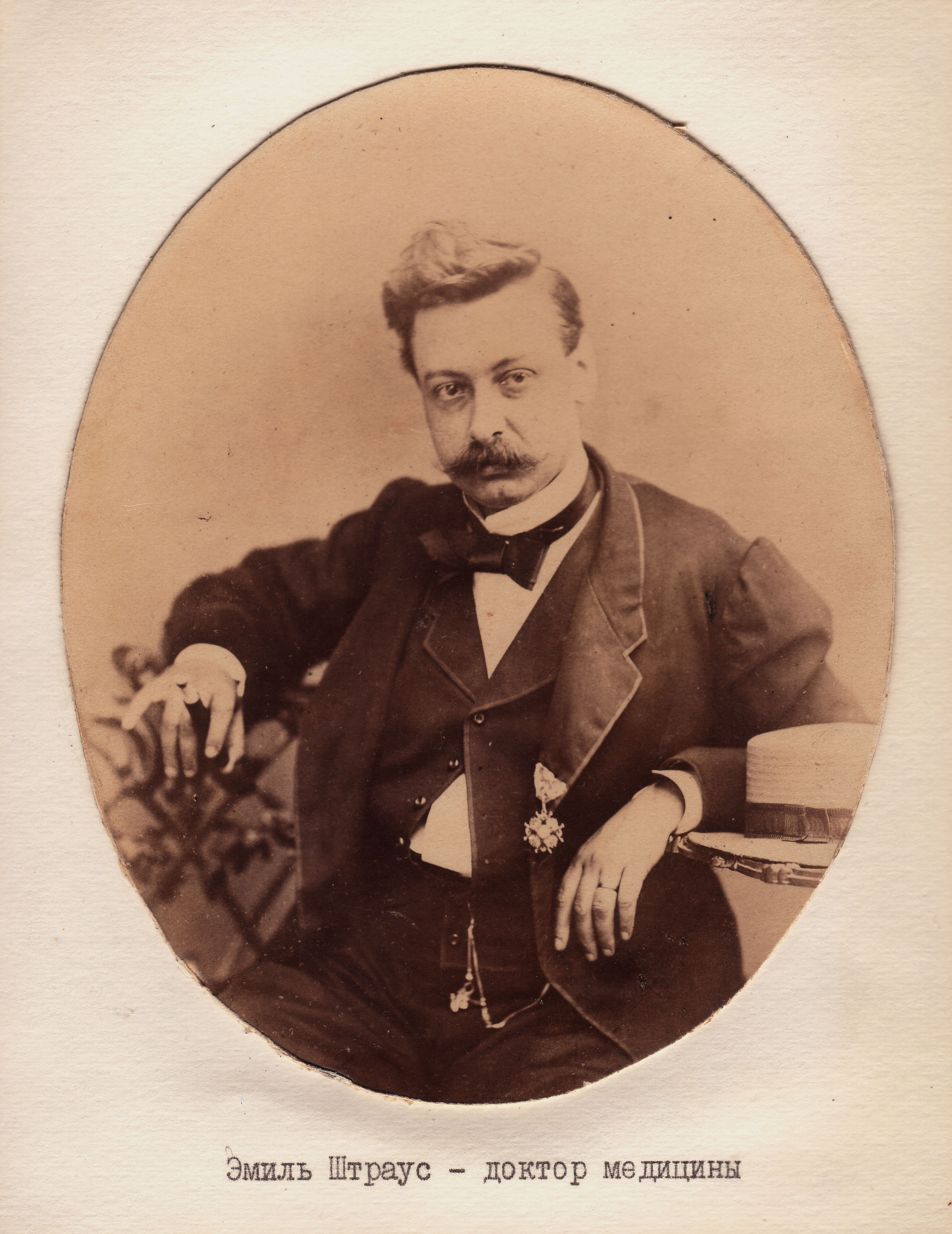
Эмиль Страус
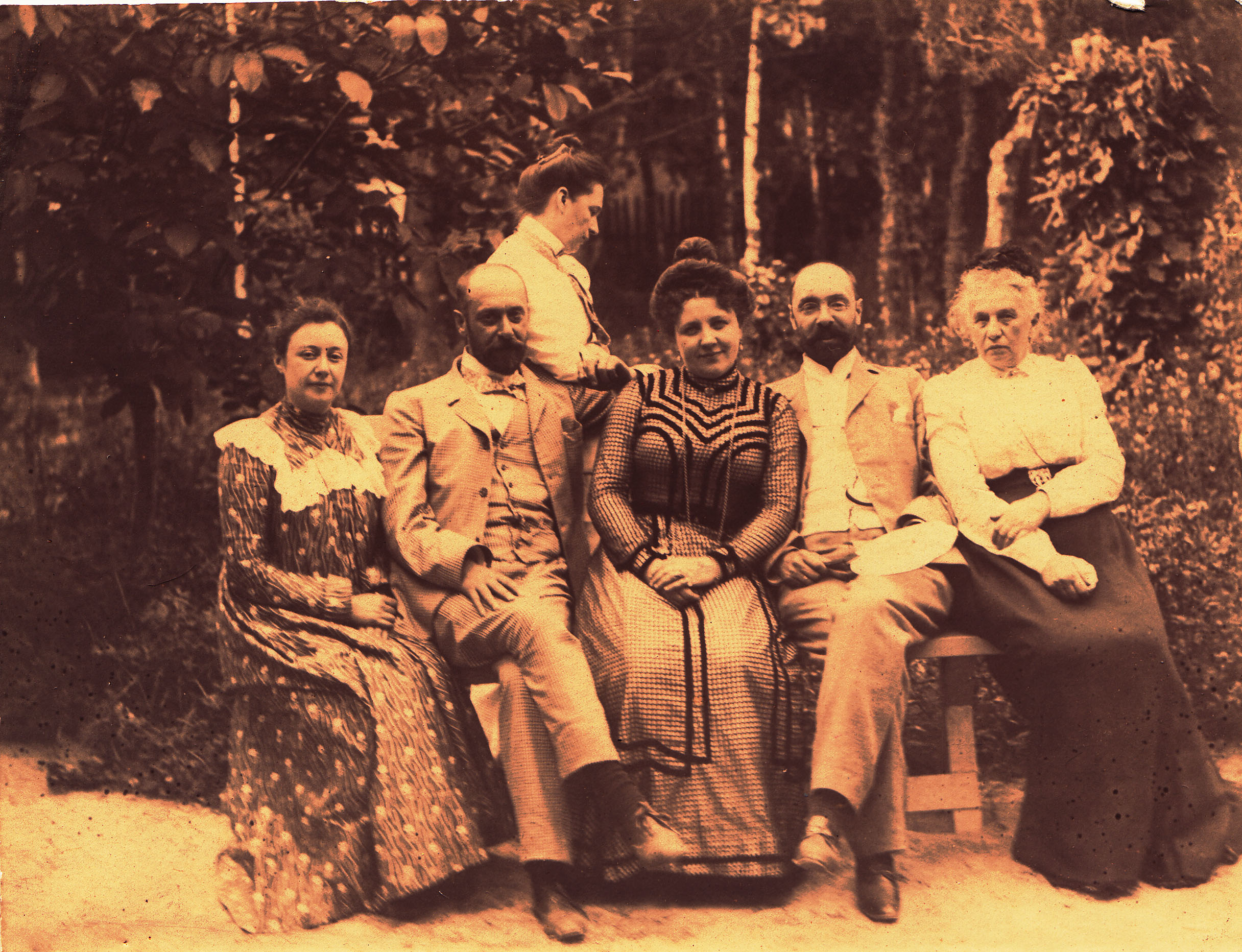
Семья Страусов
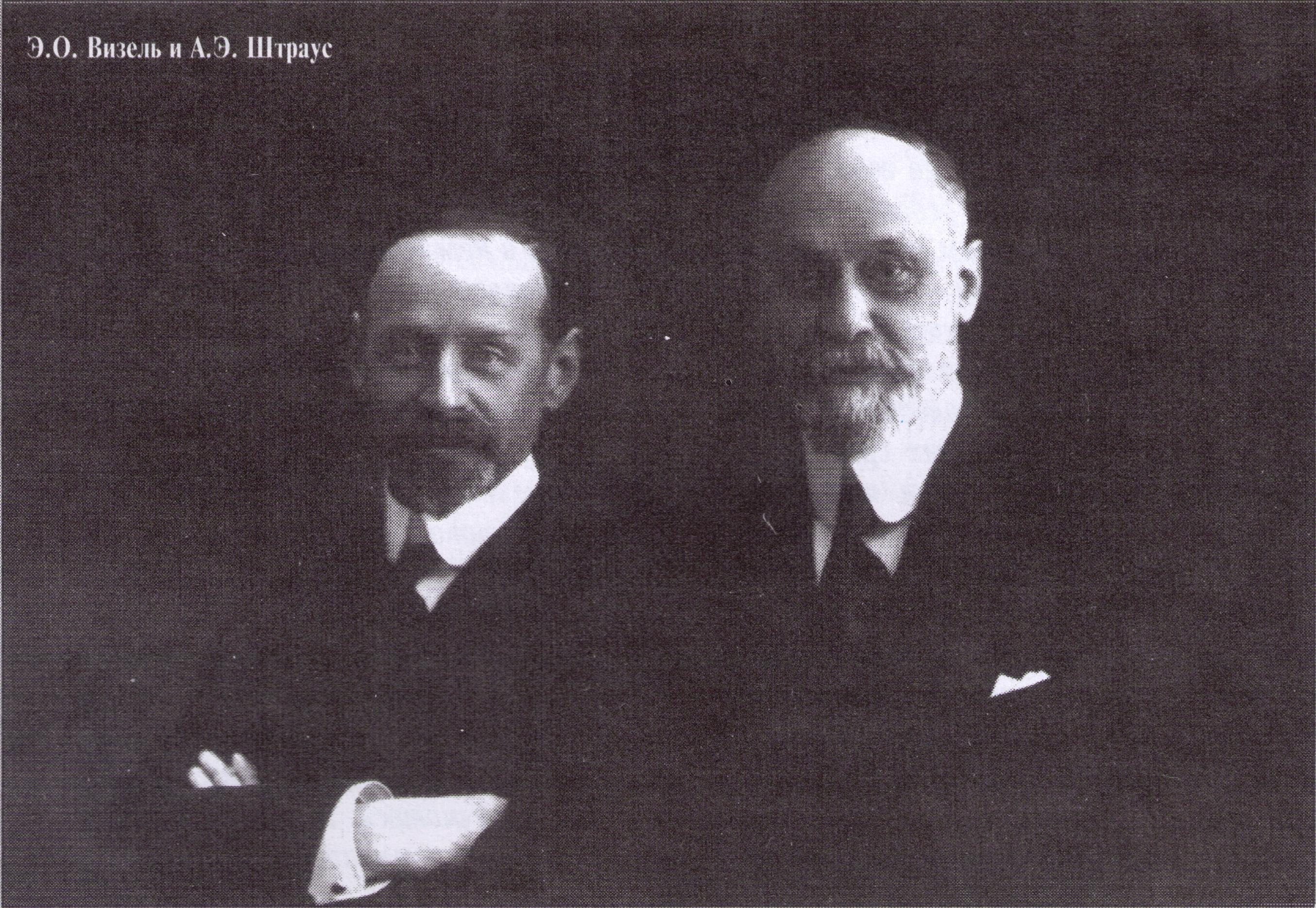
Э.Визель и А.Страус
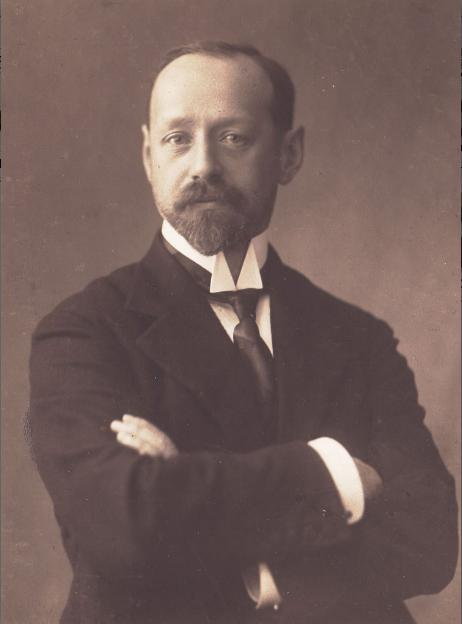
Эмиль Оскарович Визель
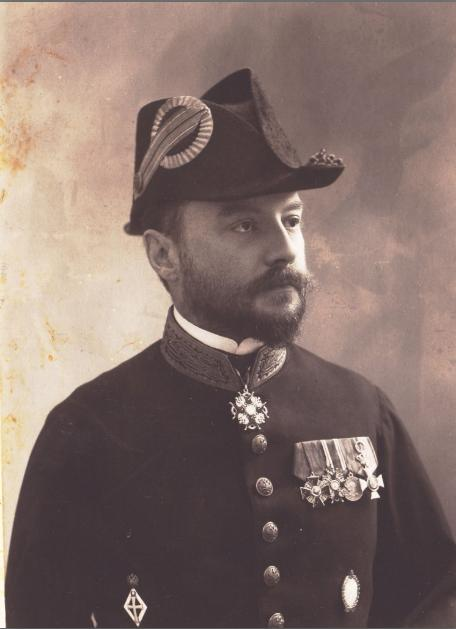
Оскар Оскарович Визель

## Образование
Антон Страус окончил Киевское Реальное училище, в здании которого сейчас располагается Дипломатическая академия при МИД Украины. Выпускники этого училища обычно поступали в технические ВУЗы. Антон Страус не был исключением, он продолжил своё образование в Горном институте в Санкт-Петербурге, который окончил в 1892 году и был зачислен в Главное горное управление.

## Профессиональная деятельность

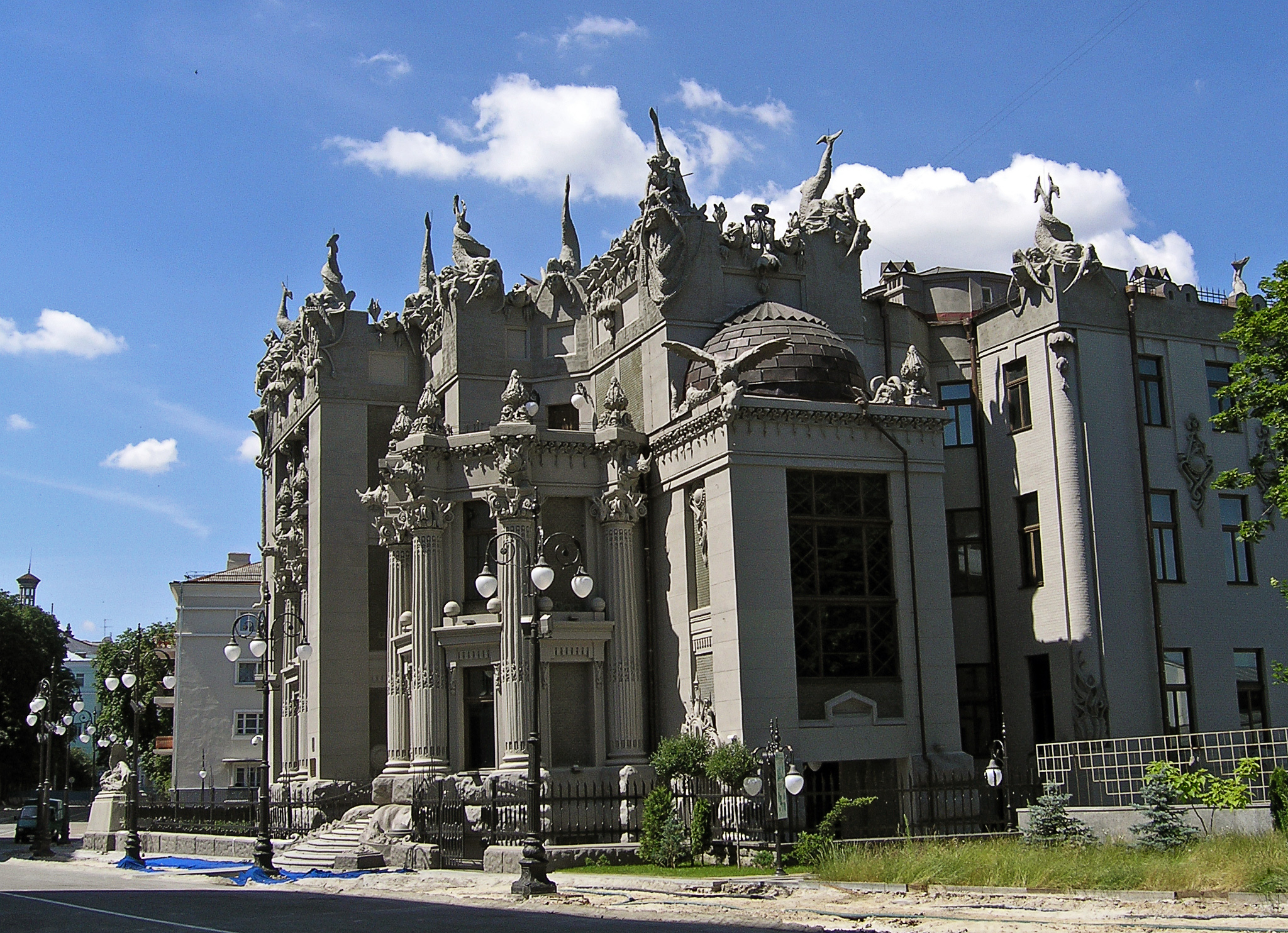
Дом с Химерами

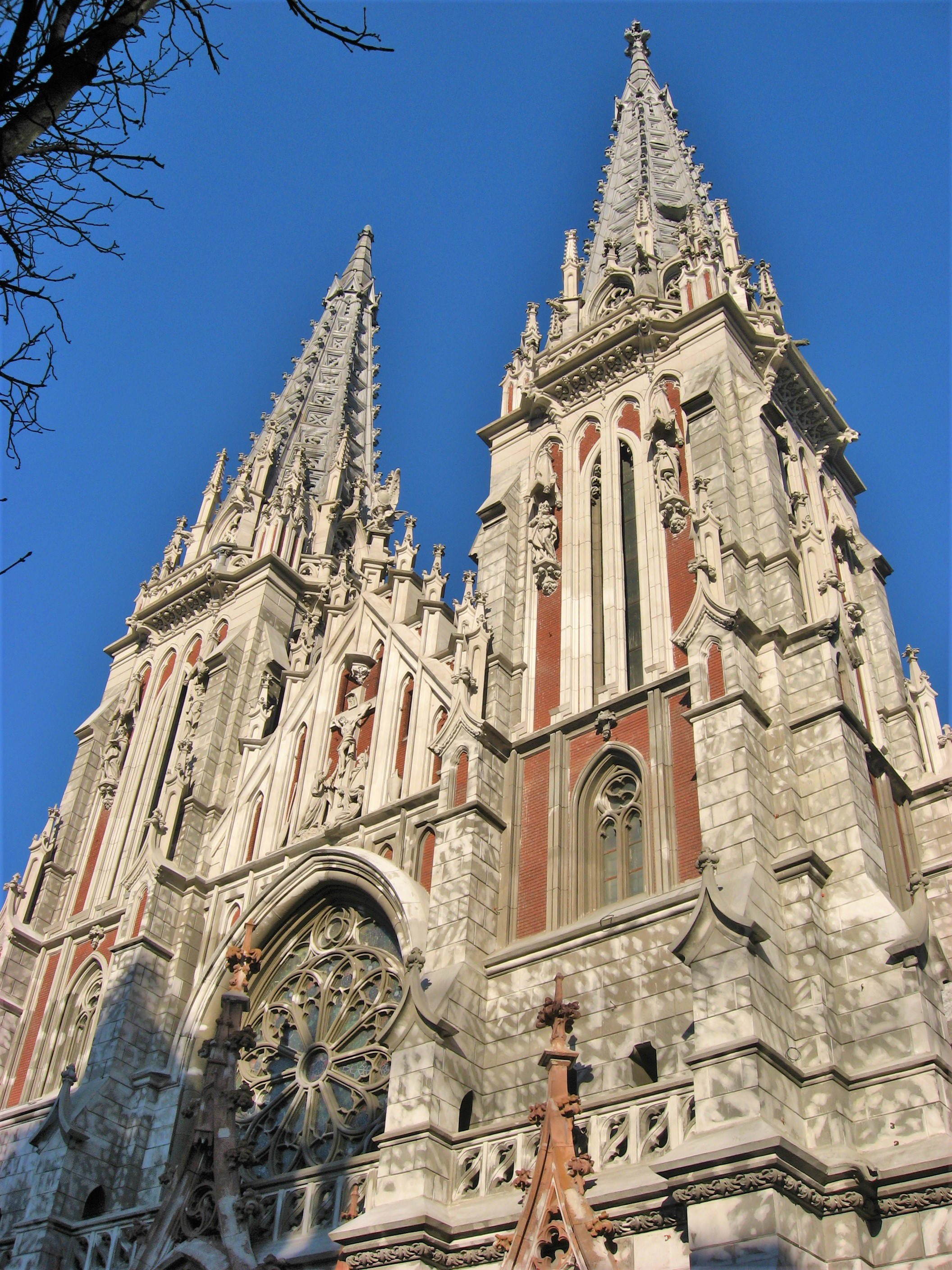
Николаевский костёл (Киев)

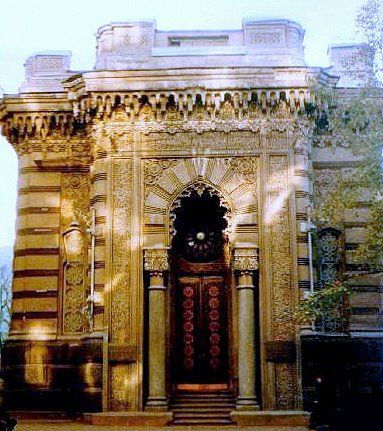
Караимская кенасса в Киеве

Антон Страус прославился изобретением инновационной и эффективной для своего времени технологии устройства набивных бетонных и железобетонных свай для усиления фундаментов зданий и сооружений. Технология была впервые применена в 1899 г. на строительстве зданий управления Юго-западными железными дорогами России в Киеве, в дальнейшем широко использовалась на Украине, в России и за рубежом при строительстве мостов, туннелей, путепроводов, домов и портов. 18 мая 1909 года инженер получил американский патент на своё изобретение за номером 922,207.
Проектная деятельность Антона Страуса была долгое время связана с архитектором Владиславом Городецким, который являлся для Страуса одновременно партнером и другом. Антон Страус находил нестандартные технические решения для реализаций виртуозных идей своего коллеги. Например, при возведении легендарно известного Дома с химерами в Киеве из-за перепада высот на строительной площадке инженер соорудил специальный ступенчатый фундамент: свайный с одной стороны и ленточный с другой. Как инженер Антон Страус также принимал участие в строительстве Городского музея древностей и искусств по Александровской улице (Грушевского, 6); Караимской кенассы на Большой Подвальной, 7; Николаевского костела на Большой Васильковской, 75.
Известно также, что Антон Страус владел конторой, которая занималась бурением Артезианских скважин, поиском полезных ископаемых, устройством Артезианских колодцев, насосов, фильтров и труб, укреплением почв бетонными сваями (г. Киев, ул. Б. Владимирская, 26, 1897 год).
Также как и его родной брат Оскар Страус, являлся директором правления Акционерного общества «Южно-Русский пороховой завод» (г. Киев, ул. Большая Подвальная, 8, 1911 год).

## Яхт клуб
Одним из увлечений Антона Страуса был яхтинг. Страус состоял в Киевском яхт клубе, а с 1911 по 1917 год (?) являлся его командором. Клуб был обустроен на Трухановом острове, зимнее помещение располагалось на улице Фундуклеевской, 10 (сейчас улица Б. Хмельницкого), где командор часто принимал своего друга Владислава Городецкого. Почетным командором клуба являлся Великий князь Александр Михайлович. Ежегодный взнос составлял 25 рублей, члены клуба должны были владеть парусным судном.
Судьба Страуса после событий 1917 года неизвестна.

## Адрес в Киеве
ул. Крепости, 4.